# Spaniocelyphus philippinus
Spaniocelyphus philippinus är en tvåvingeart som beskrevs av Frey 1941. Spaniocelyphus philippinus ingår i släktet Spaniocelyphus och familjen Celyphidae. Inga underarter finns listade i Catalogue of Life.